# 미축
미축(麋竺, ? ~ 221년)은 중국 후한 말기 ~ 촉한 초기의 정치가로, 자는 자중(子仲)이며 서주 동해국 구현(朐縣) 사람이다.

## 생애
선조 대대로 부유해, 거느린 전객이 1만 명에 달하며 막대한 재물을 가지고 있었다. 미축의 명성을 들은 서주목 도겸이 그를 초빙하여 별가종사로 임명했다.
당시 도겸은 조조의 침략을 받아, 평원상 유비를 불러 자기를 구원하게 하고 표를 올려 예주자사로 삼았으며 예주 땅 중 서주 근처의 소패(小沛)에 주둔하게 했다. 도겸이 병들어 위독하자, 미축은 도겸에게 '유비에게 서주를 맡기자'며 권했다. 도겸이 죽자 그의 유지를 받들어 서주 사람들을 거느리고 유비를 맞이하여 유비가 서주목을 대행하게 했다. 건안 원년(196년), 유비가 서주로 쳐들어온 원술과 대치하던 도중 유비에게 의탁한 여포가 하비상 조표와 손잡고 하비를 탈취하여 유비의 처자를 사로잡으니 유비는 근거를 잃고 광릉과 해서 사이를 떠돌았다. 미축은 자기 누이를 유비에게 주고 또 노객 2천과 군자를 댔다. 조조는 태산군의 일부 현을 갈라내 영군을 설치하면서 당시 편장군을 지내던 미축으로 영군태수를 맡기고 그의 동생 미방은 팽성상으로 임명했다. 그러나 형제는 모두 사직하고 조상 대대로 살던 서주를 떠나, 세력 기반을 잃고 조조, 원소, 유표 등의 밑을 떠도는 유비를 따라 각지를 전전했다. 유비가 유표에게 들어갈 때, 먼저 미축을 유표에게 보내 만나게 했다.
유비가 익주를 평정한 후 그의 지위는 안한장군으로, 군사장군이었던 제갈량보다도 높았다. 건안 24년(219년), 남군태수를 지내던 그의 동생 미방이 모반하여 손권(孫權)에게 돌아서자, 괴로워하며 1년여 만에 죽었다. 건안 26년 곧 장무 원년(221년), 태부 허정·군사장군 제갈량·태상 뇌공·광록훈 황권·소부 왕모 등과 함께 유비를 황제로 추대하는 표를 올렸다.

## 특징
미축은 온화한 인물이나, 사람을 거느리는 일에는 능하지 못했다. 그 때문에, 비록 말을 잘 타고 활을 잘 쏘았음에도 군사를 맡지는 못했다. 그러나 유비에게 두터운 총을 받아, 비견할 자가 없었다.
미축이 아직 서주에 있을 시절, 낙양에 갔다가 돌아오는 길에 아름다운 신부를 만났다. 그 신부는 수레에 태워줄 것을 청했고, 미축은 이를 따랐다. 20여 리를 가서 신부가 사례하고 떠나면서 말했다. “나는 하늘의 사자다. 오늘 동해군 사람 미축의 집을 태우러 왔으나, 그대가 태워준 것에 감사하여 말해준다.” 미축이 사사로이 청하자, 부인이 말했다. “불이 안 나게 할 수는 없다. 이렇게 하면 좋을 것이다. 내가 늦게 갈 것이니, 정오에 불이 날 것이다.” 미축은 서둘러 집에 가서 가재도구를 밖으로 옮겼다. 정오가 되니 큰 불이 났다.

## 후손
그의 아들인 미위는 촉에서 호분중랑장을, 손자 미조는 호기감을 역임했다. 이들도 미축과 마찬가지로 말을 잘 타고 활을 잘 쏘았다.

## 같이 보기
- 삼국지 인물 목록